# Kyosko
Kyosko é uma banda de rock cristã da Argentina, da gravadora EMI internacional. 

## Biografia
A banda começa sua jornada em 1994, con forte influencia do rock feito na Argentina os 3 primeiros anos do grupo, foram inicialmente tocando apenas em concertos locais, em 1997 lançam seu primeiro álbum independente, chamado "Dos Instantes", bem ao estilo argentino, mas com cançoes cristãs que seguem bandas do genêro como Rescate e a banda de Edgar Lira, após 4 anos Kyosko lança seu segundo álbum intitulado “No te alejes de mi” com este álbum, começou o crescimento da banda e o reconhecimento internacional também, principalmente na América Latina, em 2003 chega a sua terceira produção,não inovando totalmente mais uma re-edição do primerio álbum "2 Instantes Reedición”, em 2004 o grupo lança o quarto álbum “Maquillaje Gama”,com um mega show no teatro Ateneo em Buenos Aires, álbum lançado pela EMI internacional, que levou a banda a ser tocada em muitas rádios de toda a América Latina e tendo como hits principais as canções "Dentro del Olvido" e "Quien Sabe". Em 2008 em seu blog, a banda afirma que está trabalhando e lançara seu quinto álbum ainda sem nome definido, em quanto isso foi lançado seu primeiro DVD "Maquillaje Vivo".

### Nome
KYOSKO o nome da banda vem das palavras gregas.
KYrios: Jesus é o Senhor 
OSaías: Deus é Salvador 
KOinonía: Comunhão de Deus.

## Integrantes
- Fabián Liendo - vocal
- Diego Bisio - guitarra
- Ezequiel Bisio - teclado  e vocal
- Lucas Leyes - baixo
- Esteban Kubista - bateria

## Ligações Externas
- Perfil no MySpace
- Sitio Oficial